# Europa-Jugendtag der Neuapostolischen Kirche

Logo des Europa-Jugendtags 2009

Der Europa-Jugendtag (EJT, engl. European Youth Day EYD) der Neuapostolischen Kirche fand vom 21. bis 24. Mai 2009 auf dem Messegelände in Düsseldorf und in der LTU Arena statt. Es war mit rund 35.000 Teilnehmern das bisher größte Ereignis in der Geschichte der Neuapostolischen Kirche auf europäischem Boden.

## Entstehung und Vorbereitung
Jugendtage finden in der Neuapostolischen Kirche einmal im Jahr statt. Dabei richtet jede Gebietskirche ihren eigenen Jugendtag aus, ein gemeinsamer Jugendtag für alle jungen neuapostolischen Christen in Europa wurde bisher nicht durchgeführt. Der Europatag-Gedanke wurde Ende der 1990er-Jahre von Stammapostel Richard Fehr entwickelt.
Beschlossen wurde die Umsetzung des Gedankens im November 2005, unmittelbar nach dem katholischen Weltjugendtag (WJT) als sich ein Gremium der Neuapostolischen Kirche erstmals mit dem Thema befasste. Auf ihrer Versammlung in Zürich stimmten die in Europa tätigen Bezirksapostel der Vorbereitung eines multinationalen Gemeinschaftserlebnisses zu.
Mit Blick auf den WJT sagte der seinerzeitige Stammapostel Wilhelm Leber damals in einem Interview: „Der katholische Weltjugendtag hat gezeigt, dass für Jugendliche von einem solchen Großereignis Impulse für eine gesegnete Entwicklung ausgehen.“
Die Vorbereitungen auf diesen größten Jugendtag in der Geschichte NAK haben drei Jahre gedauert. Die Kosten des viertägigen Jugendprogramms beliefen sich auf zehn Millionen Euro. Dabei kamen über 3 Millionen aus individuellen Spenden.

## Motto und Titelsong

Motto des EJT: „Christus - Meine Zukunft“

Das Motto des EJT lautete „Christus - meine Zukunft“. In den Gottesdiensten wurde darauf unterschiedlich eingegangen: Als allgemeiner Leitfaden der Veranstaltung behandelte man die intensive Teilnahme der Jugendlichen in den Gemeinden. Stammapostel Leber wünschte sich hier, dass sich die Jugendlichen heute schon in die Gemeinden einbringen und zur Offenheit beitragen, um gegen restriktives Verhalten, dass möglicherweise Jugendliche nicht überall gleich behandelt werden, entgegenzuwirken. In diesem Zusammenhang verstand man ein zu intensivierendes Näheverhältnis zu Christus im persönlichen Glaubensleben und in der Gemeinschaft.
Bezirksapostel Jean-Luc Schneider sagte aber auch am Samstagabend beim Open-Air-Konzert: „Ich kann gut verstehen, dass das Gesamtpaket NAK einigen von euch nicht gefällt. Traditionen und überkommene Regeln könnt ihr wegwerfen, aber behaltet Christus, das ist das Wichtigste.“ Der neuapostolische Glaube soll sich für die Zukunft also mehr an Christus orientieren, wobei die Jugend der entscheidende Faktor sein soll. 
Nicht zuletzt solle man das Ziel im Glauben behalten, Christus ähnlicher zu werden, um in Zukunft bei ihm sein zu dürfen.
Titelsong des EJT war der speziell dafür komponierte Gospel „Come to my Jesus“. Der Komponist war Sigi Hänger, studierter Schulmusiker und in der NAK als Dirigent tätig.

## Teilnehmer

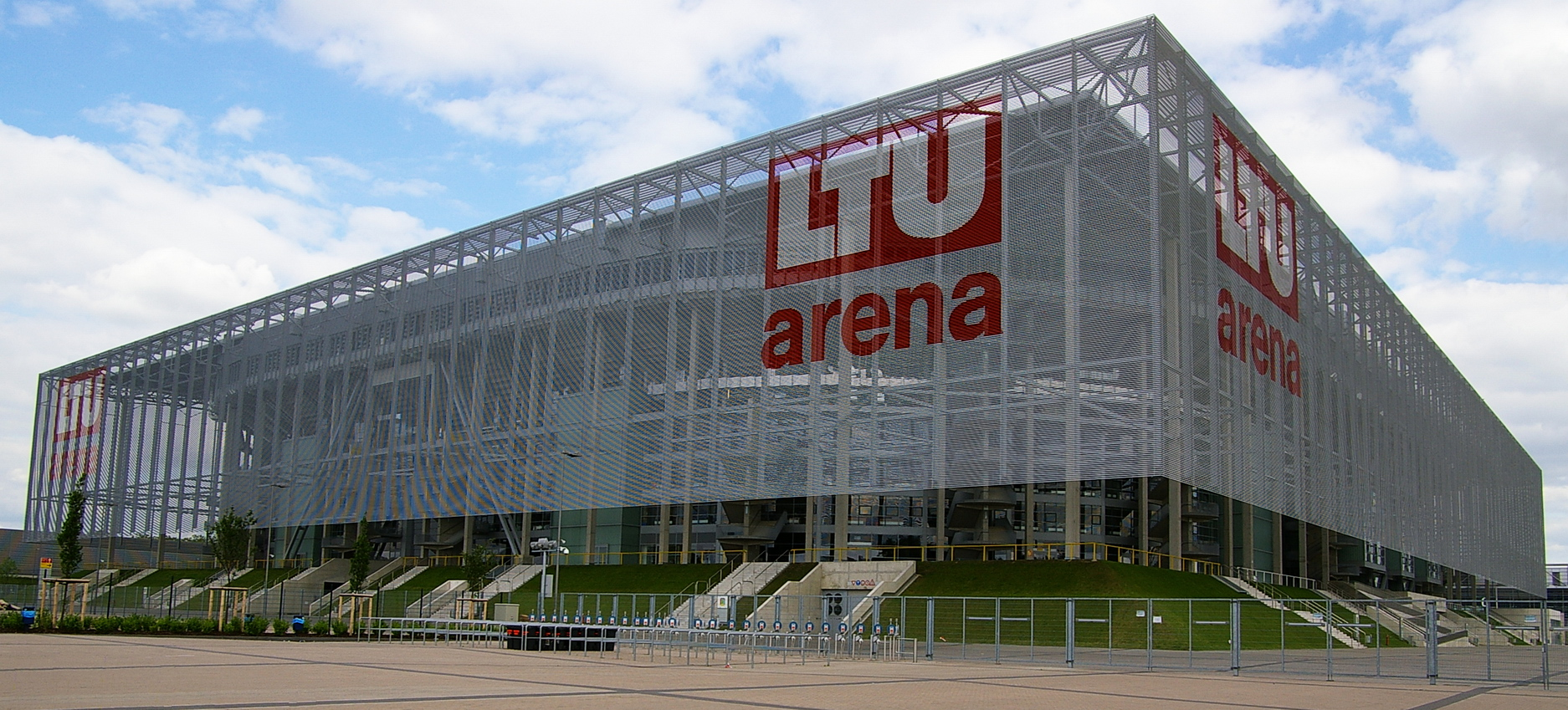
Veranstaltungsort: LTU-Arena

Offizielle Teilnehmerliste Jugendlicher nach Ländern
| Land        | Jugendliche |
| ----------- | ----------- |
| Deutschland | 27.015      |
| Schweiz     | 1.916       |
| Frankreich  | 849         |
| Niederlande | 604         |
| Österreich  | 276         |
| Russland    | 217         |
| Rumänien    | 213         |
| Spanien     | 202         |
| Ukraine     | 140         |
| Italien     | 128         |
| Luxemburg   | 102         |
| andere      | 839         |
| total       | 32.373      |

folgende runde Zahlen veröffentlichte die Homepage der Kirche:
- 35.000 Teilnehmer aus 54 Ländern
- 2.500 ehrenamtliche Helfer
- 46.000 Teilnehmer im Abschlussgottesdienst am Sonntag
- Mehr als 200 Angebote im Messeprogramm
- Mehr als 100.000 Mahlzeiten pro Tag ausgegeben
- Zur Heimreise der Jugendlichen verteilte man 43.000 Lunchpakete
- Mehr als 250 Busse brachten einen Teil der Jugendlichen nach Hause

## Verlauf

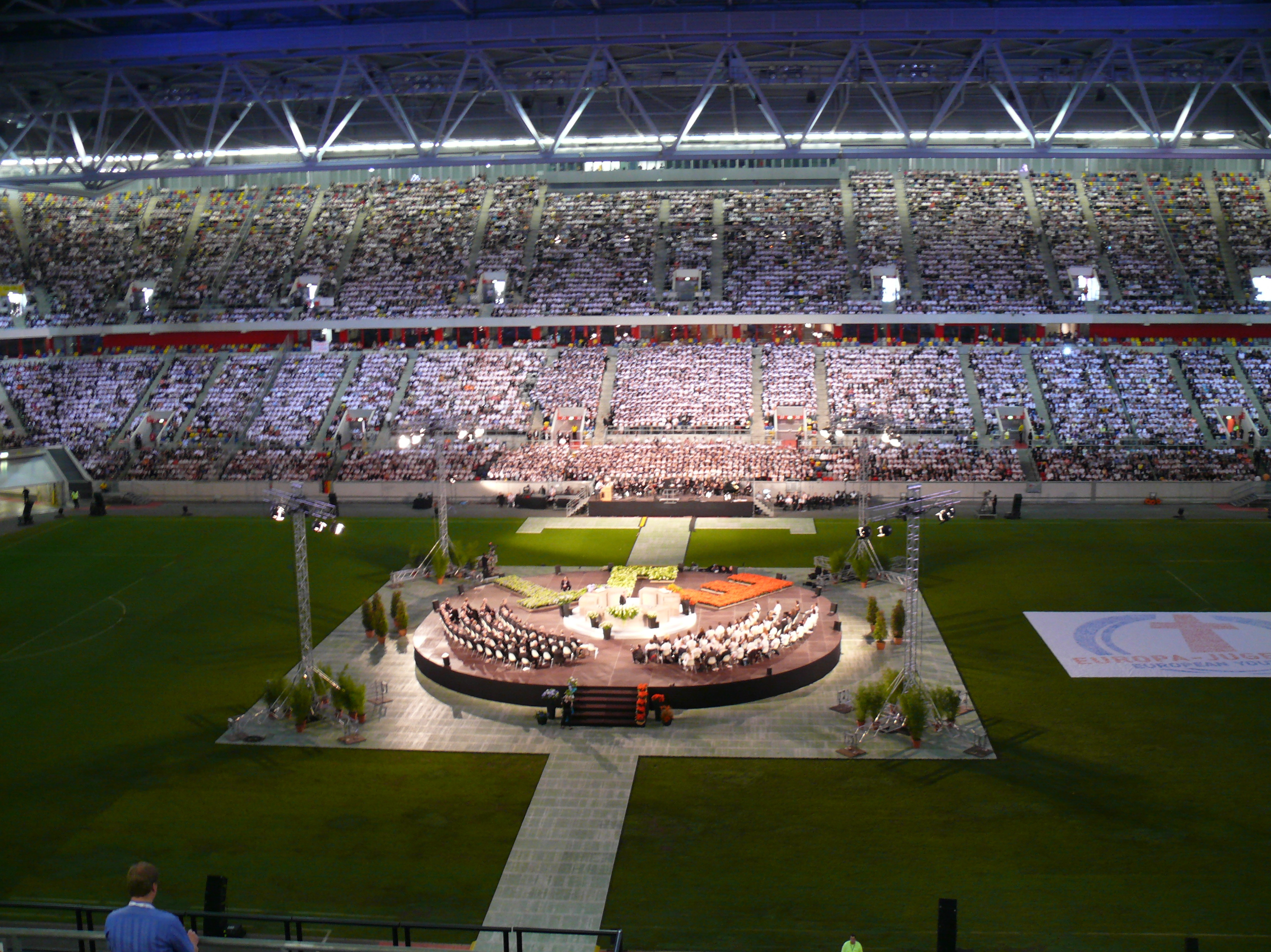
Blick in die LTU-Arena beim Abschlussgottesdienst

Der EJT verlief offiziell vom 21. bis 24. Mai 2009. Der Großteil der Teilnehmer reiste am Himmelfahrtstag an, da zum Abend Eröffnungsgottesdienste geplant waren. Aufgrund der verschiedenen Übernachtungsmöglichkeiten der Teilnehmer gab es unterschiedliche Gottesdienstorte. So besuchten die meisten Jugendlichen, welche in Gastfamilien rund um Düsseldorf übernachteten sowie die dort wohnhaften Jugendlichen die Gottesdienste in den 34 ausgewiesenen Gemeinden. So zum Beispiel auch in Bochum, Essen, Duisburg, Köln, Recklinghausen und Wuppertal. Diese Gottesdienste wurden von ausgewählten Aposteln und Bischöfen gehalten. Die Teilnehmer, welche in einer der sieben Messehallen übernachteten, welche zu Schlafhallen umgebaut worden waren, besuchten überwiegend die Abendandacht mit Stammapostel Leber auf dem Messegelände.
Am folgenden Freitag, dem 22. Mai 2009, begann der EJT für alle offiziell mit der Eröffnungsveranstaltung in der LTU Arena. Neben einem musikalischen Programm erklärte der Stammapostel Wilhelm Leber den Jugendtag für eröffnet. Die Jugendlichen konnten nun die verschiedenen Angebote und Veranstaltungen nutzen. Ein Guide informierte die Teilnehmer auf über 300 Seiten über die Programmpunkte, versorgte sie mit Hintergrundinformationen und beinhaltete die für die Gottesdienste vorgesehenen Lieder. Am Abend versammelten sich alle erneut in der LTU Arena zur „Night of Lights“.
Der Samstag war geprägt durch ein buntes Programm. Die LTU Arena konnte aufgrund des Aufstiegsspiels von Fortuna Düsseldorf an diesem Tag nicht genutzt werden. Als Programmhöhepunkt wurden die Podiumsdiskussionen mit dem Kirchenoberhaupt angesehen.

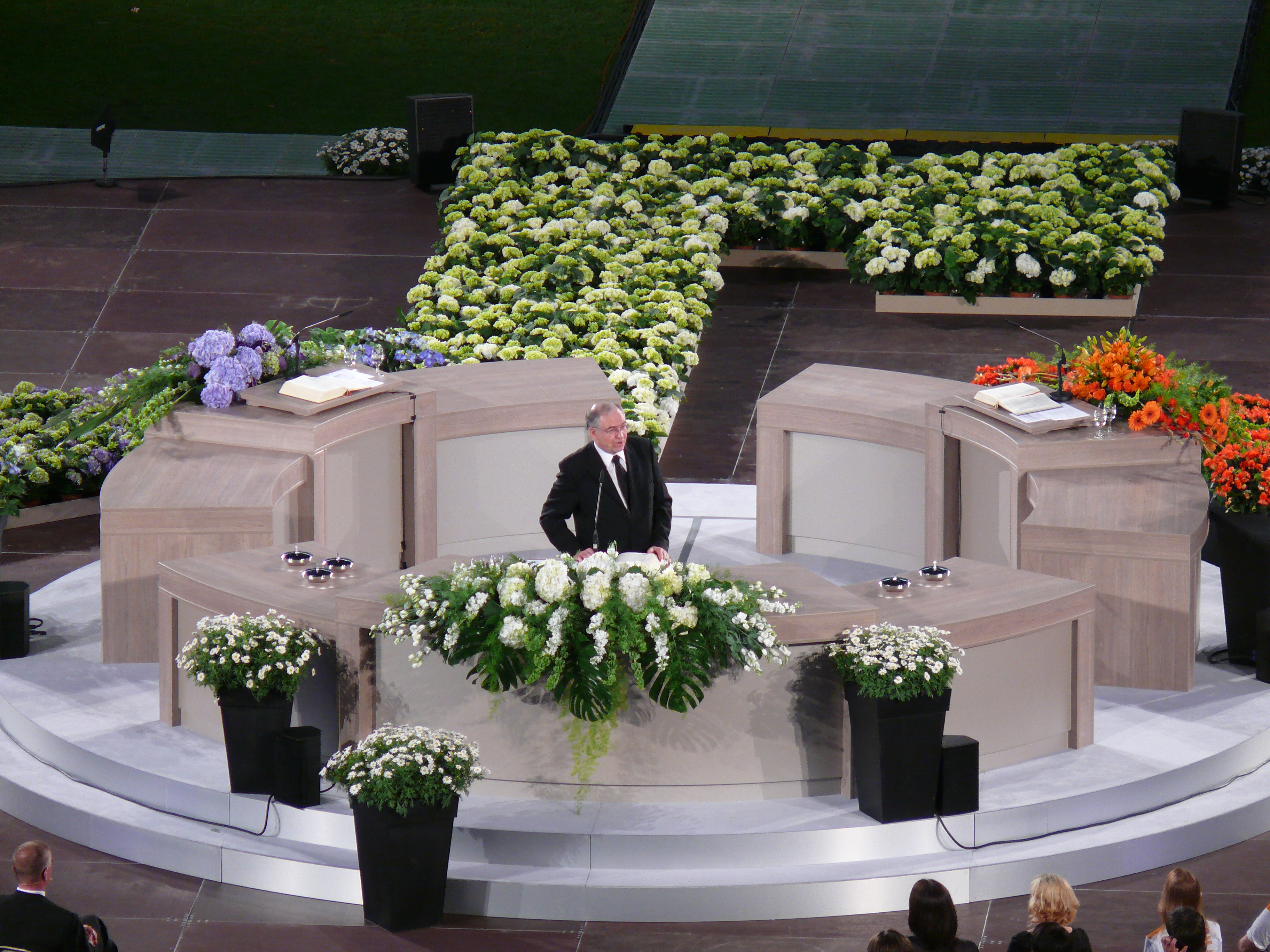
Stammapostel Leber beim Abschlussgottesdienst

Der letzte Veranstaltungstag und Sonntag beinhaltete hauptsächlich einen Gottesdienst in der LTU-Arena. Dazu waren alle NAK-Mitglieder der umliegenden Gemeinden geladen. Ferner lud der für Nordrhein-Westfalen zuständige Bezirksapostel Armin Brinkmann Mitglieder der Vereinigung Apostolischer Gemeinden (kurz: VAG) ein. Die im Vorfeld ergangene Einladung zur Teilnahme an die Jugendgruppen der VAG wurde nur von Einzelnen inoffiziell wahrgenommen. Während des Gottesdienstes kam es vor dem Abendmahl zu einer an die VAG gerichteten überraschenden Versöhnungsgeste durch den Stammapostel.
Nach dem Gottesdienst endete offiziell der Europa-Jugendtag der Neuapostolischen Kirche und die Teilnehmer traten ihre Heimreise an.

### Meistbesuchte Vorträge
Vorträge des EJT, die am stärksten besucht wurden und im Internet die stärkste Resonanz erhielten, waren:
- Der Ökumene-Vortrag „Aufeinander zugehen - miteinander reden“ mit anschließender Podiumsdiskussion

fand am Freitag, den 22. Mai 2009, von 15:30–16:45 in der Halle 7A statt. Vortragender war Apostel Volker Kühnle, Diskussionsteilnehmer war EZW-Referent Michael Utsch und Diskussionsmoderator war NAK-Sprecher Peter Johanning. 
Den größten Teil füllte der Vortrag von V. Kühnle über die NAK und Ökumene in Geschichte, Gegenwart und Zukunft aus. Dabei präsentierte er verschiedene Forschungsergebnisse vom Wandel der Haltungen der NAK zur Ökumene. Danach diskutierten V. Kühnle und M. Utsch geplant kontrovers über die Ökumenefähigkeit der NAK. Auch wenn Michael Utsch eine Zukunft der NAK in der Ökumene sieht, hält er diesen Weg für schwer, da die Kirche immer noch an einigen Sonderlehren festhalte. Utsch begrüßte die entspannte Atmosphäre der Zuhörer, die einige NAK-kritische Aussagen des EZW-Referenten auch lautstark befürworteten. Apostel Kühnle appellierte an das „miteinander mitmachen“ und erläuterte den Jugendlichen, wieso die Ökumene anzustreben sei. Anschließend konnte man Apostel Kühnle oder Dr. Utsch Fragen stellen. Beide erhielten von den 3000 Teilnehmern am Ende des Vortrags ausgefallenen Applaus.

### „Night of Lights“
Die Night of Lights war eine Abendveranstaltung in der LTU Arena mit Musik, Chören und Tanzgruppen. Im Vordergrund stand das Thema Licht. Die Arena wurde abgedunkelt und von den Besuchern mit zuvor ausgeteilten blauen LED-Lichtern erleuchtet. Somit wurde das Thema Licht wieder aufgegriffen.

### Open-Air-Konzert
Ein weiterer musikalischer Höhepunkt war das Open-Air-Konzert vom Samstagabend von 21:00 bis 22:30.
 
Zuerst wurden einige Jazz-Stücke vorgetragen, die nach Aussagen der Veranstalter auch als künftige Kirchenmusik fungieren könnten. Danach wurden alle EJT-Songs präsentiert und mit den Zuhörern gemeinsam gesungen, zusammen mit einem Jugendchor aus Thüringen. Auch Lieder des Sonntagsgottesdienstes wurden aufgenommen.
Die Bezirksapostel Jean-Luc Schneider aus Frankreich und Urs Hebeisen von den Philippinen erschienen als Überraschungsgäste. Schneider appellierte an die Jugendlichen: „Ich kann gut verstehen, dass einigen das Gesamtpaket NAK nicht gefällt. Traditionen und überkommene Regeln könnt ihr wegwerfen, aber behaltet Christus, das ist das Wichtigste!“ Bezirksapostel Hebeisen rief den Jugendlichen zu: „In wenigen Jahren seid ihr die Kirche - und eigentlich auch jetzt schon!“
Eine Jugendliche aus Österreich reflektierte stellvertretend für die Jugend den EJT. Trotz aller Überwältigung solle man dabei den eigenen Beitrag nicht vergessen und forderte deshalb zur Fürbitte auf.